# Urostachys portoricensis
Urostachys portoricensis là một loài thực vật có mạch trong Họ Thạch tùng. Loài này được (Underw. & Lloyd) Herter miêu tả khoa học đầu tiên năm 1923.